# Sayacatangare
De sayacatangare (Thraupis sayaca) is een vogelsoort uit de familie Thraupidae (tangaren).

## Verspreiding en leefgebied
Deze in het regenwoud levende omnivore soort telt drie ondersoorten:
- Thraupis sayaca boliviana: noordelijk Bolivia.
- Thraupis sayaca obscura: van centraal en zuidelijk Bolivia tot westelijk Argentinië.
- Thraupis sayaca sayaca: oostelijk en zuidelijk Brazilië, Paraguay, noordoostelijk Argentinië en Uruguay.